# Hypocala tryphaenina
Hypocala tryphaenina là một loài bướm đêm trong họ Noctuidae.